# A55 (Groot-Brittannië)

De A55 (ook bekend als de North Wales Expressway) is een 140 kilometer lange snelweg in het Verenigd Koninkrijk. De snelweg verbindt Chester in het oosten met Holyhead in het westen op het eiland Anglesey.